# Bloedbad van Novotsjerkassk

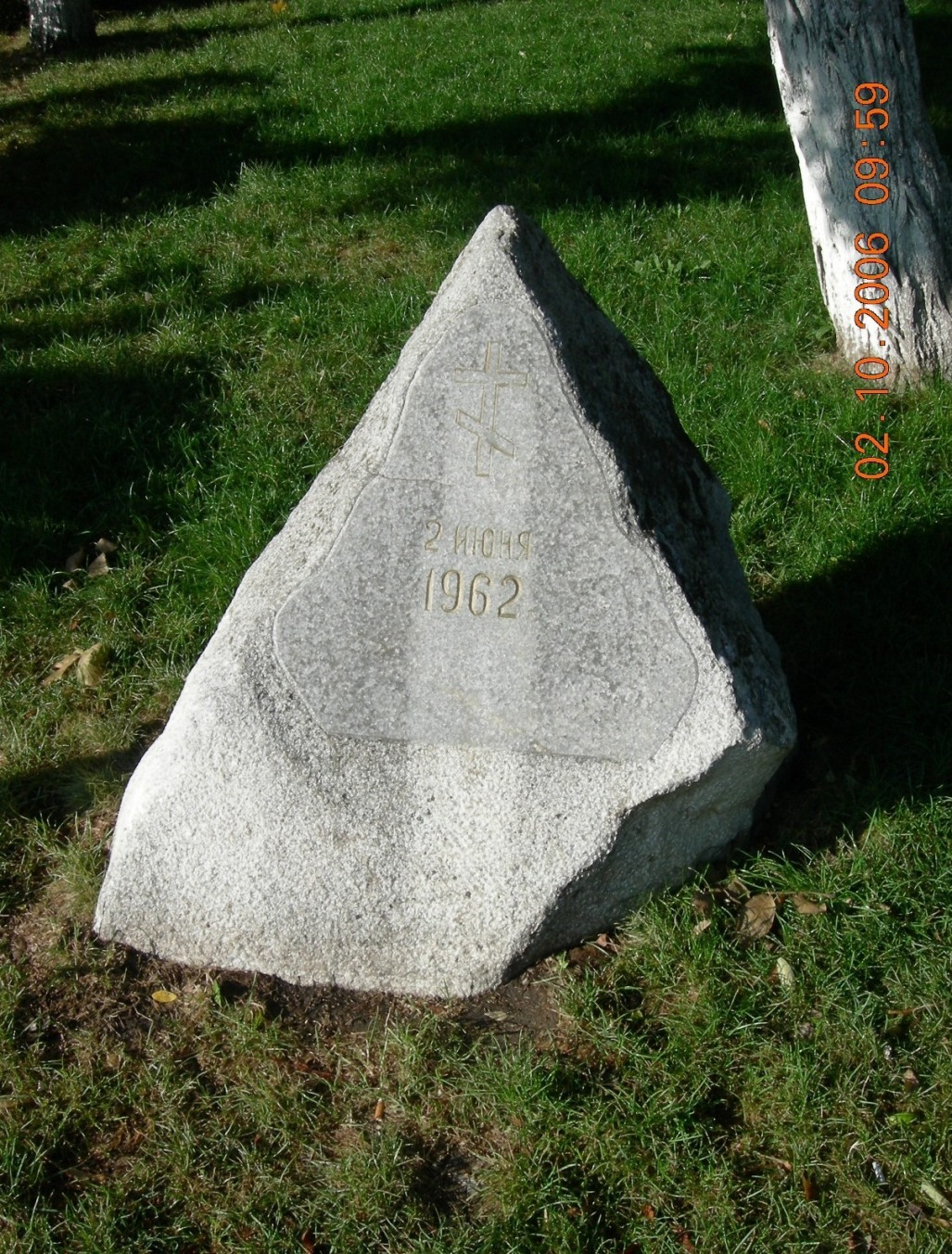
"Steen op het Bloed" op het Platovplein in de stad

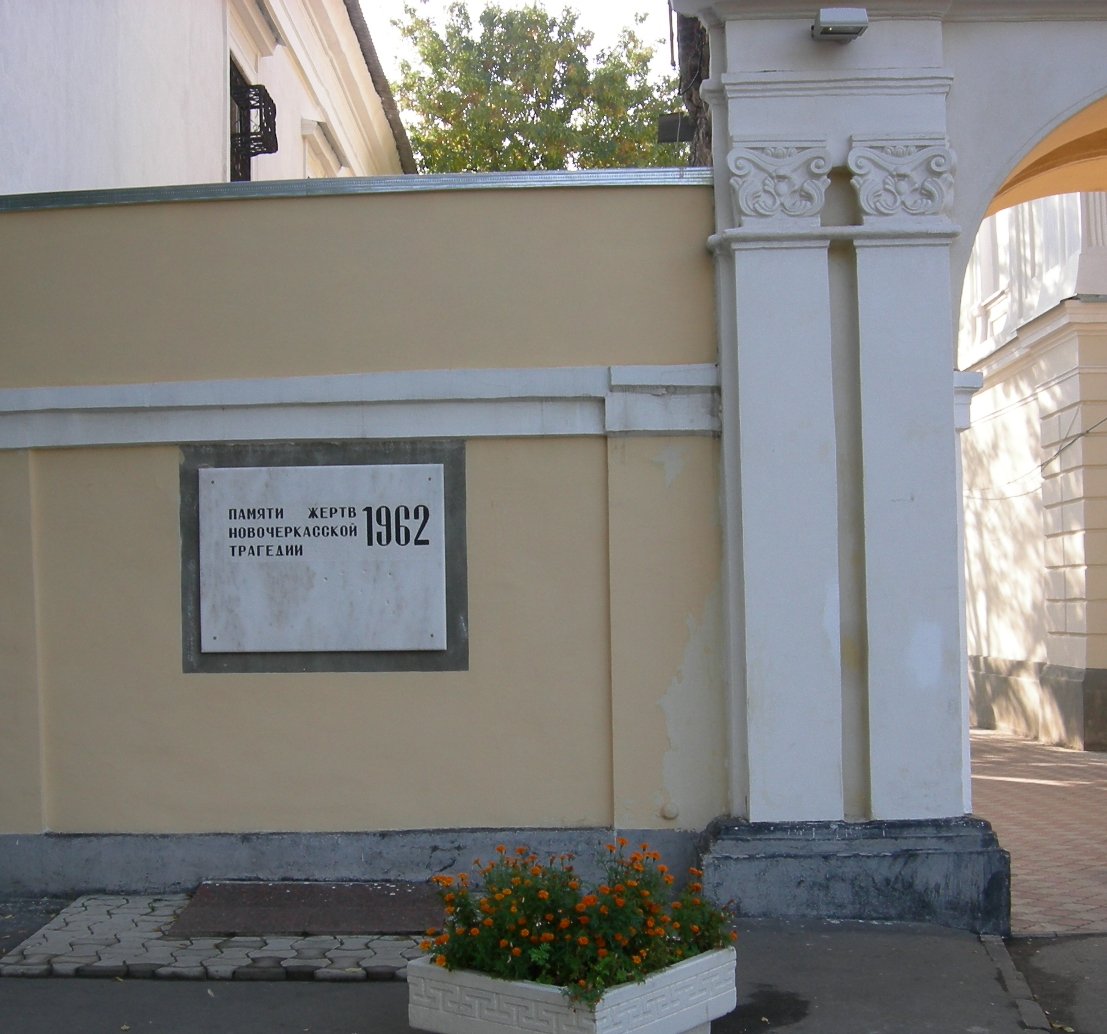
Herdenkingsplakaat op een muur in de stad. Zeven kogelgaten symboliseren de zeven terdoodveroordeelden

Het Bloedbad van Novotsjerkassk is de benaming voor een voedseloproer in de Russische stad Novotsjerkassk in 1962, dat resulteerde in de dood en het gewond raken van tientallen demonstranten. Voor het bloedbad worden de Sovjetautoriteiten verantwoordelijk gehouden.
Het oproer was het gevolg van voedsel- en voorraadtekorten en de slechte werkomstandigheden in de fabrieken van de stad. Het oproer begon op 1 juni in de Elektrische Locomotiefbouwfabriek van Novotsjerkassk (Новочеркасский электровозостроительный завод) toen ruim duizend arbeiders uit de gieterijen en smederijen van de fabriek het werk neerlegden nadat het management van de fabriek weigerde te luisteren naar hun klachten. Tegen de middag hadden deze stakingen en de discussies hieromheen zich verspreid over de hele stad. Partijleider Nikita Chroesjtsjov had op die datum juist de prijzen van vlees en boter omhoog gedaan en managers uit de stad hadden tegelijkertijd de productienormen verhoogd, waardoor de lonen in een klap met een derde daalden. Deze gebeurtenissen leidden tot grote ontevredenheid onder de bevolking, die uitmondde in een mars van duizenden mensen naar het stadhuis en het hoofdkantoor van politie. Nadat de politie dertig arbeiders arresteerde, breidde de staking zich verder uit naar andere bedrijven in de stad. De betogers stopten een trein vanuit Rostov en laat in de avond trokken arbeiders een portret van Chroesjtsjov van een gebouw en staken het in brand.
Het optreden van de autoriteiten was onduidelijk en er bestaan meerdere verhalen over het verdere verloop van de gebeurtenissen. Zeker is dat op 1 juni de demonstranten grotendeels ongemoeid werden gelaten, maar dat wel maatregelen werden getroffen voor de volgende dag. De KGB en MVD, het regionale partijbestuur waren in staat van paraatheid en de 18e tankdivisie van het militair district Noord-Kaukasus werd stand-by gezet voor mogelijke uitbraken van geweld. Het lokale stadsbestuur trok zich terug in een aantal fabrieksgebouwen uit vrees voor de menigte. Tegen het vallen van de nacht bevonden zich reeds 5 divisies in de stad.
De dag daarop werden alle belangrijke gebouwen in de stad (postkantoor, telegraaf, radio en tv, overheidsgebouwen, politiekantoor, KGB-kantoor en de staatsbank) onder militaire bewaking geplaatst en werden al het geld en waardevolle zaken uit de staatsbank de stad uit gebracht. In de morgen werd de hele Elektrische Locomotiefbouwfabriek van Novotsjerkassk ook onder militaire bewaking geplaatst.
Toen de bevolking dit zag, besloot men op te marcheren naar het centrum van de stad, naar het kantoor van de partijcommissie van de stad. Onderweg sloten zich steeds meer mensen aan, waaronder veel arbeiders die het werk neerlegden. De autoriteiten hadden de enige brug over de rivier de Toezlov laten blokkeren met tanks, maar de demonstranten liepen eromheen of overheen, waarbij ze soms zelfs werden geholpen door de soldaten. Daarop belden de stadsautoriteiten naar Chroesjtsjov met de mededeling dat de situatie uit de hand liep.
Wat daarna gebeurde is niet helemaal met zekerheid vast te stellen. Volgens sommige bronnen werden de demonstranten beschoten door het leger, dat op hen afgestuurd was, volgens anderen was het de KGB die het vuur opende. Volgens sommigen weerhield een van de legerofficieren zijn mannen van het schieten op de bevolking en schoot de KGB waarschuwingsschoten af in de lucht, die vervolgens weer neerkwamen en jongens troffen die in bomen waren geklommen.
Volgens een bron werden 87 demonstranten gedood door met machinegeweren bewapende Rode Legersoldaten en raakten ook 87 mensen gewond, waarvan later 3 stierven aan hun verwondingen.
Na de demonstraties werd een uitgaansverbod ingesteld in de stad. De volgende morgen kwamen echter opnieuw honderden mensen bijeen op het stadsplein. De autoriteiten grepen snel in en arresteerden 116 personen, waarvan vervolgens 14 werden veroordeeld in schijnprocessen. Zeven van hen (Michail Koeznetsov, Andrej Korkatsj, Boris Mokro-oesov, Vladimir Sjoevajev, Sergej Sotnikov, Vladimir Tsjerepanov en Aleksandr Zajtsev) kregen vanwege het organiseren van de bijeenkomst de doodstraf en de anderen kregen gevangenisstraffen van tien tot vijftien jaar in een gevangenskolonie met strikt regime opgelegd. Later werden alle veroordeelden gerehabiliteerd.
De Sovjetautoriteiten lieten vervolgens meer voedselvoorraden naar de stad sturen om de gemoederen te bedaren, maar stelden ook een onderzoek in, dat leidde tot de arrestatie van nog veel meer arbeiders, alsook tot de krijgsraad voor militaire bevelhebbers die bij het ingrijpen waren betrokken. Volgens Aleksandr Solzjenitsyn werden degenen die bij de demonstraties gewond waren geraakt samen met hun gezinnen naar Siberië verbannen.
Het bloedbad wordt wel gezien als de veroorzaker van de eerste scheur in de steun van de sovjet-elite aan Chroetstsjov. Hij was niet in staat gebleken om deze opstand in een voor sovjetbegrippen nietszeggende achterafgelegen stad zonder geweld te beëindigen. Het zou dus in potentie overal kunnen gebeuren en daarmee ook een onzekere toekomst kunnen inhouden voor hun positie. Vanaf dat moment begon de elite hem steeds meer te wantrouwen, hetgeen uiteindelijk culmineerde in zijn afzetting twee jaar later.

## In de media
In 1988 werden de eerste berichten over het bloedbad gepubliceerd in de Sovjet-Unie, gevolgd door vele andere. Na de val van de Sovjet-Unie volgden artikelen, boeken en films over de gebeurtenis. Regisseur Andrej Kontsjalovski heeft de opstand van 1962 in 2020 verfilmd onder de titel Dear Comrades! Op de plek van het bloedbad werd de gedenksteen "Steen op het Bloed" opgericht ter nagedachtenis aan de slachtoffers.